# ISO 3166-2:BN
ISO 3166-2:BN est l'entrée pour le Brunei dans l'ISO 3166-2, qui fait partie du standard ISO 3166, publié par l'Organisation internationale de normalisation (ISO), et qui définit des codes pour les noms des principales administration territoriales (e.g. provinces ou États fédérés) pour tous les pays ayant un code ISO 3166-1.

## District (4)
Les noms des subdivisions sont listés selon l'usage de la norme ISO 3166-2, publiée par l'agence de maintenance de l'ISO 3166 (ISO 3166/MA).
```
BN-BE
 
Belait

BN-BM
 
Brunei-Muara

BN-TE
 
Temburong

BN-TU
 
Tutong
```

Historiques des changements
- 3 novembre 2014 : Mise à jour de la Liste Source
- 18 décembre 2014 : Alignement de la forme courte française en minuscules avec UNTERM; mise à jour des remarques en français
- 27 novembre 2015 : Ajout du nom de la catégorie de subdivision en malais; mise à jour de la Liste Source